# Йохан VIII фон Зайн-Витгенщайн-Хоенщайн
Йохан VIII фон Зайн-Витгенщайн-Хоенщайн (на немски: Johannes VIII von Sayn-Wittgenstein-Hohenstein; * 14 октомври 1601; † 2 април 1657) от фамилията Зайн-Витгенщайн е граф на Зайн-Витгенщайн-Хоенщайн и Фалендар и полковник през Тридесетгодишната война.
Той е вторият син на граф Лудвиг II фон Зайн-Витгенщайн-Витгенщайн (1571 – 1631) и съпругата му графиня Елизабет Юлиана фон Золмс-Браунфелс (1578 – 1630), дъщеря на граф Конрад фон Золмс-Браунфелс.
Йохан се бие като полковник дълги години през Тридесетгодишната война. През 1642 г. Йохан е бранденбургски таен съветник и главен пратеник от 1645 г. при мирните преговори в Мюнстер и Оснабрюк, които водят през октомври 1648 г. до сключването на Вестфалския мирен договор. За заслугите му „великият курфюрст“ Фридрих Вилхелм фон Бранденбург му дава през 1647 г. графството Хоенщайн. Той наследява графството Зайн-Витгенщайн.

## Фамилия
Йохан VIII се жени на 30 юни 1627 г. във Витгенщайн за графиня Анна Августа фон Валдек-Вилдунген (* 31 март 1608 във Валдек; † 27 август 1658 във Витгенщайн), дъщеря на граф Кристиан фон Валдек-Вилдунген (1585 – 1637) и съпругата му графиня Елизабет фон Насау-Зиген (1584 – 1661). Те имат децата:

- Лудвиг Кристиан (1629 – 1683), граф на Сайн-Витгенщайн-Хоенщайн, женен I. за Елизабет Маргарета фон Золмс-Браунфелс-Грайфенщайн (1637 – 1681); II. за Анна Елизабет Вийг
- Георг Вилхелм (1630 – 1657)
- Йохан Фридрих (1631 – 1656), умира при дуел в Кьонигсберг
- Густав (1633 – 1700), граф на Сайн-Витгенщайн-Хоенщайн, женен на 12 август 1657 г. за Анна де Ла Плац (1634 – 1705), родители на Август фон Зайн-Витгенщайн-Хоенщайн
- Елизабет Юлиана (1634 – 1689), омъжена на 10 октомври 1654 г. в замък Витгенщайн за граф Йобст Херман фон Липе-Бистерфелд (1625 – 1678)
- Анна София (1635)
- Хайнрих Ернст (1637)
- Августа Йохана (1638 – 1669), омъжена на 26 април 1659 г. за граф Антон I фон Алденбург (1633 – 1681), извънбрачен син на граф Антон Гюнтер фон Олденбург († 1667)
- Ото (1639 – 1683), убит
- Кристина Луиза (1640)
- Анна Мария Магдалена (1641 – 1701), омъжена 1670 г. за граф Вилхелм Фридрих фон Сайн-Витгенщайн-Хомбург (1640 – 1698), син на граф Ернст фон Зайн-Витгенщайн-Хомбург († 1649)
- Фридрих Вилхелм (1647 – 1685), граф на Зайн-Витгенщайн-Хоенщайн-Фалендар, женен 1671 г. за графиня Шарлота Луиза фон Лайнинген-Дагсбург-Харденбург (1653 – 1703), дъщеря на граф Фридрих Емих фон Лайнинген-Дагсбург-Харденбург († 1698)
- Конкордия (1648 – 1683), омъжена I. на 30 септември 1669 г. за граф Лудвиг Гюнтер II фон Шварцбург-Зондерсхаузен-Ебелебен (1621 – 1681), II. на 20 юни 1681 г. за граф Карл Лудвиг Албрехт фон Зайн-Витгенщайн-Ноймаген (1658 – 1724)
- Луиза Филипина (1652 – 1722)